# Pharmacie clinique
 (mars 2022).
Si vous disposez d'ouvrages ou d'articles de référence ou si vous connaissez des sites web de qualité traitant du thème abordé ici, merci de compléter l'article en donnant les références utiles à sa vérifiabilité et en les liant à la section « Notes et références ».

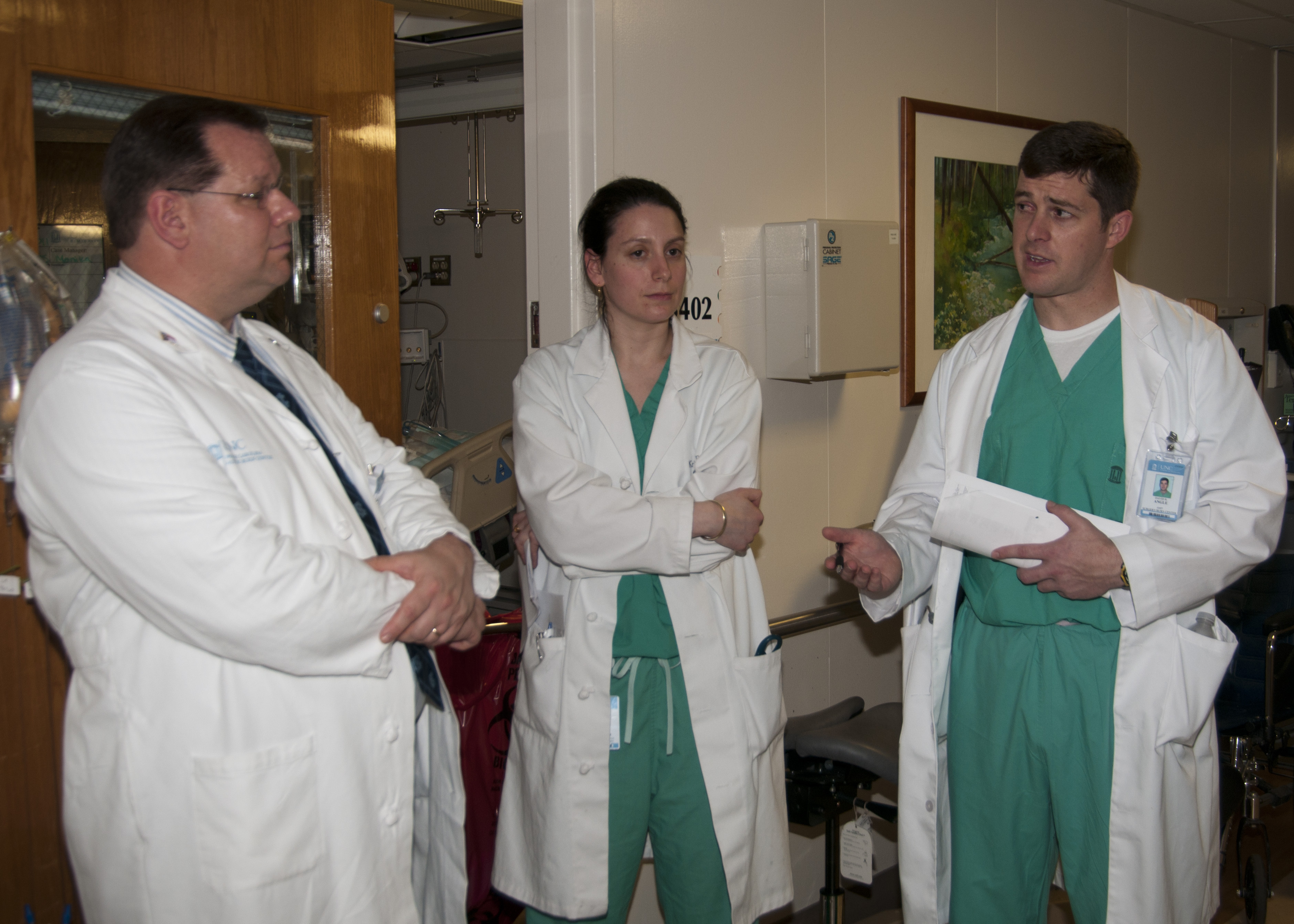
Les pharmaciens cliniciens font des tournées avec les médecins afin de fournir des soins directs aux patients et une gestion complète des médicaments.

La pharmacie clinique est une discipline pharmaceutique et un mode d'exercice de la pharmacie, tant hospitalière qu'à l'officine, qui permet aux pharmaciens :
- d'optimiser les choix thérapeutiques, la dispensation et l'administration des médicaments au patient.
- de formuler des "avis pharmaceutiques" sur toute prescription au sein de l'équipe médicale afin d'optimiser un traitement médicamenteux et d'éviter les accidents iatrogénes.

Discipline en pleine évolution, la pharmacie clinique installe chaque jour un peu plus le pharmacien dans ses fonctions de thérapeute et de pharmaco-économiste, procédant de ses connaissances et de son expérience sur les médicaments, dont il reste le spécialiste au sein des professions de santé. Cette discipline renforce la sécurité de la prescription, permet dans certains cas d'optimiser la prise en charge d'un point de vue thérapeutique, et permet parfois de diminuer le coût de la prise en charge.
L'application réelle de cette discipline est en pleine progression en Europe, comme le témoignent les activités croissantes de la Société Savante de référence, l'European Society of Clinical Pharmacy(ESCP), et la Société française de pharmacie clinique (SFPC).
La pharmacie clinique a plus de 30 ans d'existence dans les pays anglo-saxons. Dans les hôpitaux, par exemple, les pharmaciens font partie intégrante des services cliniques et travaillent avec les médecins. Le pharmacien est là au moment de la prescription et donne son avis pour une éventuelle optimisation, un changement de molécule au sein de la classe thérapeutique etc. Une fois la prescription établie, la dispensation nominative est de mise. Le pharmacien est présent dans le service au moment de l'administration, il peut discuter avec les patients de leur(s) traitement(s) médicamenteux et diagnostiquer les problèmes liés aux médicaments. Les programmes d'éducation thérapeutiques sont au minimum encadrés par un pharmacien ou, dans un certain nombre de cas, menés par lui.